# 버러 마켓

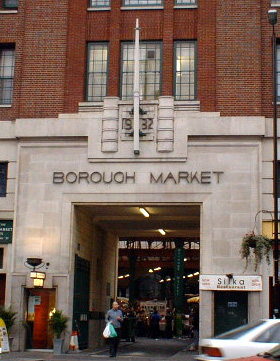
버러 마켓 입구

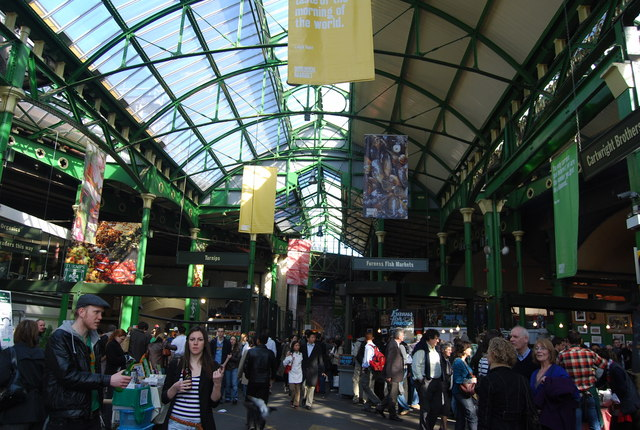
버러 마켓 내부 모습

버러 마켓(영어: Borough Market)은 잉글랜드 런던 서더크구에 있는 식품 등을 파는 도소매 시장이다. 런던에서 가장 오래되고 가장 큰 식품 시장이다. 2014년에는 시장 개장 1000주년을 맞았다.

## 개요
버러 마켓은 수요일과 목요일에 아침 10시부터 오후 5시까지, 토요일에 아침 8시부터 오후 5시까지 장이 열린다. 도매시장은 매주 평일 오전 2시부터 오전 8시까지 문을 연다.
현재 버러 마켓은 런던 브리지 남단 서더크 대성당 바로 넘쪽의 서더크 가와 버러 하이 가에 위치해 있으나, 원래는 런던브리지 끝쪽에 바로 맞닿아 있었다. 버러 마켓이 처음으로 문헌상에 등장한 것은 1276년이나, 시장 자체는 1014년경 "혹은 그 옛날부터" 생겨났다는 주장도 있다. 그때 처음 생기고 나서 하이 가의 세인트마거릿 교회 남단 방향으로 시장의 위치가 조금씩 이동했다. 1550년 시티오브런던은 에드워드 4세 국왕으로부터 서더크 지역의 모든 시장을 운영하는 왕실 특허를 받았으며, 1671년 찰스 2세가 이를 다시 공식적으로 확인했다. 하지만 시장의 위치 특성상 교통 혼잡을 일으키기 일쑤여서 1754년 의회법에 따라 철거되었다.
옛 버러 마켓을 철거하도록 한 의회법은 그대신 지역 주민들에게 새로운 자리에 다른 시장을 꾸리도록 허가했고, 1756년 로체스터 야드 지역 부지 (약 18,000m²)에 버러 마켓이 다시 장을 열기 시작했다. 19세기에는 풀 오브 런던의 강 부두와 가깝다는 지리적 이점으로 런던을 대표하는 식료품 시장이 되었다.